# Kraftwerk Atiamuri
Die Kraftwerk Atiamuri (Atiamuri Power Station) ist ein Laufwasserkraftwerk auf der Nordinsel von Neuseeland.

## Namensherkunft
„A-Tia-Muri“ bedeutet in der Sprache der Māori wörtlich übersetzt „drehte um“ und bezieht sich auf die Erkundung der Tia des Arawa-Kanus. Der unerschrockene Reisende musste bei seinen frühen Erkundungen des Waikato River bei den Atiamuri-Stromschnellen umkehren. Die Legende besagt auch, dass Tia in den Stromschnellen zu einem großen Stein versteinert wurde.

## Geographie
Die Atiamuri Power Station ist das dritte Kraftwerk in einer Kette von insgesamt acht Wasserkraftwerken des Waikato River. Das Kraftwerk befinde sich 32 km nordnordwestlich der Stadt Taupō und ist vom 300 m südlich verlaufenden New Zealand State Highway 1 aus zu erreichen.

## Geschichte
Im Jahr 1949 begann die damalige neuseeländische Regierung zusammen mit den Kraftwerken Ohakuri und Waipapa das Kraftwerk Atiamuri zu planen. Im November 1953 begann man mit den Arbeiten an dem Staudamm und genau fünf Jahre später konnte das Kraftwerk in Betrieb genommen werden und seinen ersten Strom erzeugen. Zunächst für drei Generatoren ausgelegt, die nacheinander im November 1958, im Dezember 1958 und im Mai 1959 ihren Betrieb aufnahmen, wurde der vierte Generator später im April 1962 installiert.
Stand 2020 wird das Kraftwerk von der mehrheitlich im Staatsbesitz befindlichen Firma Mercury NZ Limited, früher Mighty River Power betrieben.

## Absperrbauwerk
Das Absperrbauwerk besteht aus einer aus Erde aufgeschütteten Gewichtsstaumauer auf der südöstlichen Seite und einer Gewichtsstaumauer aus Beton, unterhalb der sich auch das Kraftwerk befindet, auf der nordwestlichen Seite. Für die aus Beton ausgeführte Staumauer, die über eine Länge von 171 m und eine Höhe von 44 m verfügt wurden insgesamt 118.000 m³ Beton verbaut, wohingegen der Erddamm, der sich über eine Länge von 266 m erstreckt und eine Höhe von 31 m aufweist, ein Volumen von 321.000 m³ umfasst. Der Erddamm besitzt an seiner Basis eine Breite von 152 m und an seiner Krone eine Breite von 7 m. Der Betondamm dagegen weist an seiner Basis eine Breit von 38 m auf und verjüngt sich na oben bis auf 7,3 m. Um die Versickerung von Wasser zu minimieren und die Fundamente der Staumauer 12 m tief in dem ursprünglichen Flussbett zu verstärken, waren umfangreiche Injektionen des umgebenden Gesteins notwendig.

## Kraftwerk
Die Atiamuri Power Station verfügt über eine installierte Leistung von 84 MW und kommt auf eine durchschnittliche Jahresstromerzeugung von rund 305 GWh. Die vier von Francis-Turbinen angetriebenen Generatoren sind für eine Leistung von je 21 MW ausgelegt.

## Stausee
Mit der Fertigstellung des Absperrbauwerks wurde das Wasser des Waikato River zum Lake Ātiamuri genannten Stausee aufgestaut. Der See, der sich über eine Fläche von 2,2 bis 2,4 km² erstreckt, verfügt über ein für die Stromerzeugung nutzbares Volumen von 4,5 Mio. m³ Wasser bei einem variablen Stauziel von 249,07 m bis 253,09 m.